# Kazachstan op de Olympische Jeugdwinterspelen 2012
Kazachstan was een van de landen die deelnam aan de Olympische Jeugdwinterspelen 2012 in Innsbruck, Oostenrijk.

## Medailleoverzicht
| Sport                                                                    | Olympiër            | Onderdeel                | Medaille |
| ------------------------------------------------------------------------ | ------------------- | ------------------------ | -------- |
| Biatlon                                                                  | Galina Vishnevskaya | 6 km sprint (v)          | Zilver   |
| Biatlon                                                                  | Galina Vishnevskaya | 7,5 km achtervolging (v) | Brons    |
| Langlaufen                                                               | Sergey Malyshev     | 10 km klassiek (m)       | Brons    |
| Als lid van een gemengd landenteam (telt niet mee voor landenklassement) |                     |                          |          |
| Kunstrijden                                                              | Alexander Lyan      | gemengd team             | Brons    |

## Deelnemers en resultaten
(m) = mannen, (v) = vrouwen 

### Alpineskiën
| Olympiër         | Onderdeel           | Resultaat | Prestatie                           |
| ---------------- | ------------------- | --------- | ----------------------------------- |
| Ruslan Sabitov   | super g (m)         | 33e       | 1.10,32 (+5,87)                     |
| Ruslan Sabitov   | supercombinatie (m) | -         | - (-) (1.07,74, DNF)                |
| Ruslan Sabitov   | reuzenslalom (m)    | 26e       | 2.01,57 (+9,87) (1.03,52, 58,05)    |
| Ruslan Sabitov   | slalom (m)          | -         | - (-) (+45,55, DNF)                 |
|                  |                     |           |                                     |
| Mariya Grigorova | super g (v)         | -         | DSQ (-)                             |
| Mariya Grigorova | reuzenslalom (v)    | 40e       | 2.22,69 (+26,56) (1.10,94, 1.11,75) |
| Mariya Grigorova | slalom (v)          | -         | - (-) (DNF, -)                      |

### Biatlon
| Olympiër                                                        | Onderdeel                 | Resultaat | Prestatie                                                           |
| --------------------------------------------------------------- | ------------------------- | --------- | ------------------------------------------------------------------- |
| Ruslan Bessov                                                   | 7,5 km sprint (m)         | 31e       | 22.19,8 (+2.58,1) pen.: 4 (2+2)                                     |
| Ruslan Bessov                                                   | 10 km achtervolging (m)   | 31e       | +5.29,1 pen.: 9 (3+2+3+1)                                           |
|                                                                 |                           |           |                                                                     |
| Anastassiya Kondratyeva                                         | 6 km sprint (v)           | 32e       | 20.36,4 (+3.08,7) pen.: 3 (3+0)                                     |
| Anastassiya Kondratyeva                                         | 7,5 km achtervolging (v)  | 27e       | +8.03,3 pen.:6 (1+0+3+2)                                            |
| Galina Vishnevskaya                                             | 6 km sprint (v)           | Zilver    | 17.55,2 (+27,5) pen.: 2 (1+1)                                       |
| Galina Vishnevskaya                                             | 7,5 km achtervolging (v)  | Brons     | +1.43,1 pen.:4 (0+2+1+1)                                            |
| Galina Vishnevskaya Alexandra Kun Ruslan Bessov Sergey Malyshev | biatlon/langlaufestafette | 10e       | 1:06.47,8 (4+8) 19.53,1 (2+3 0+1) 11.34,1 23.35,5 (0+1 2+3) 11.45,1 |

### Freestyleskiën
| Olympiër      | Onderdeel     | Resultaat | Prestatie |
| ------------- | ------------- | --------- | --------- |
| Alon Mullayev | ski-cross (m) | 17e       | 1.00,82   |

### IJshockey
| Olympiër | Onderdeel       | Resultaat | Prestatie |
| --- | --------------- | --------- | --- |
| Nargiz Assimova Malika Bulembayeva Kamila Gembitskaya Anel Karimzhanova Botagoz Khassenova Anastassiya Kryshkina Olga Lobova Anastassiya Matussevich Raissa Minakova Olessya Mironenko Zaure Nurgaliyeva Zhanna Nurgaliyeva Anastassiya Ogay Akzhan Oxykbayeva Meruyert Ryspek Assem Tuleubayeva Saltanat Urpekbayeva | meisjestoernooi | 4e        | Voorronde 1-08 Oostenrijk 0-17 Zweden 2-01 Slowakije 0-02 Duitsland Halve finale 0-11 Zweden 3e/4e plaats 4-07 Duitsland |

### Kunstrijden
| Olympiër                                                                     | Onderdeel           | Resultaat | Prestatie                                         |
| ---------------------------------------------------------------------------- | ------------------- | --------- | ------------------------------------------------- |
| Alexander Lyan                                                               | solo (m)            | 14e       | 95.87 [kk: 35.97 (14), vk: 59.90 (14)]            |
|                                                                              |                     |           |                                                   |
| Karina Uzurova Ilias Ali                                                     | ijsdansen           | 6e        | 102.77 [kk: 43.71 (5), vk: 59.06 (6)]             |
|                                                                              |                     |           |                                                   |
| Team 6 KOR Park So-youn Alexander Lyan FRA Estelle Elizabeth / Romain Le Gac | gemengd landen team | Brons     | 14 pnt. (224.17) 08 (96.84) 01 (60.45) 05 (66.88) |

### Langlaufen
| Olympiër                                                        | Onderdeel                 | Resultaat | Prestatie                                                           |
| --------------------------------------------------------------- | ------------------------- | --------- | ------------------------------------------------------------------- |
| Sergey Malyshev                                                 | 10 km klassiek (m)        | Brons     | 29.57,5 (+28,7)                                                     |
| Sergey Malyshev                                                 | sprint (m)                | 8e        | halve finale                                                        |
|                                                                 |                           |           |                                                                     |
| Alexandra Kun                                                   | 5 km klassiek (v)         | 26e       | 17.11,6 (+2.53,6)                                                   |
| Alexandra Kun                                                   | sprint (v)                | 32e       | kwalificatie                                                        |
|                                                                 |                           |           |                                                                     |
| Galina Vishnevskaya Alexandra Kun Ruslan Bessov Sergey Malyshev | biatlon/langlaufestafette | 10e       | 1:06.47,8 (4+8) 19.53,1 (2+3 0+1) 11.34,1 23.35,5 (0+1 2+3) 11.45,1 |

### Rodelen
| Olympiër                                                                                 | Onderdeel    | Resultaat | Prestatie                                    |
| ---------------------------------------------------------------------------------------- | ------------ | --------- | -------------------------------------------- |
| Sergey Korzhnev                                                                          | enkel (m)    | 14e       | 1.20,562 (+0,959) (40,236; 40,374)           |
| Oleg Faskhutdinov / Stanislav Maltsev                                                    | dubbel (m)   | 10e       | 1.27,458 (+2,264) (44,007; 43,451)           |
|                                                                                          |              |           |                                              |
| Team Kazachstan Darya Kudryavtseva Sergey Korzhnev Oleg Faskhutdinov / Stanislav Maltsev | gemengd team | 08e       | 2.20,996 (+2,686) 2.45,752 2.47,401 2.47,843 |
|                                                                                          |              |           |                                              |
| Darya Kudryavtseva                                                                       | enkel (v)    |           | niet gefinisht in 1e run                     |

### Schaatsen
| Olympiër               | Onderdeel      | Resultaat | Prestatie                      |
| ---------------------- | -------------- | --------- | ------------------------------ |
| Dmitriy Morozov        | 500 m (m)      | dnf       | [40,24 + niet gefinisht]       |
| Dmitriy Morozov        | 3000 m (m)     | 09e       | 4.22,42 (+ 19,20)              |
| Dmitriy Morozov        | massastart (m) | 11e       | 7.17,55 (+ 7,32)               |
| Stanislav Palkin       | 500 m (m)      | 05e       | 78,44 (+ 2,94) [39,32 + 39,11] |
| Stanislav Palkin       | massastart (m) | 05e       | 7.13,35 (+ 3,12)               |
|                        |                |           |                                |
| Svetlana Maltseva      | 500 m (v)      | 06e       | 88,18 (+ 6,50) [44,53 + 43,64] |
| Svetlana Maltseva      | massastart (v) | 25e       | 4 ronden geschaatst            |
| Yelizaveta Prokhorenko | 1500 m (v)     | 11e       | 2.18,23 (+ 10,06)              |
| Yelizaveta Prokhorenko | 3000 m (v)     | 11e       | 5.03,31 (+ 25,98)              |
| Yelizaveta Prokhorenko | massastart (v) | 17e       | 6.23,21 (+ 22,14)              |

### Schansspringen
| Olympiër       | Onderdeel       | Resultaat | Prestatie                    |
| -------------- | --------------- | --------- | ---------------------------- |
| Kanat Khamitow | individueel (m) | 23e       | 72,5 ptn. (44,0 m en 39,5 m) |

### Shorttrack
| Olympiër                                                                          | Onderdeel                | Resultaat | Prestatie                                      |
| --------------------------------------------------------------------------------- | ------------------------ | --------- | ---------------------------------------------- |
| Dariya Goncharova                                                                 | 500 m (v)                | 11e       | F (C): 46,802 HF (C/D1): 48,300 KF (1): 46,452 |
| Dariya Goncharova                                                                 | 1000 m (v)               | 06e       | F (B): - HF (A/B1): 1.36,487 KF (1): 1.37,822  |
|                                                                                   |                          |           |                                                |
| Team G Dariya Goncharova ITA Arienne Sighel KOR Yoon Su-min AUT Dominic Andermann | gemengde landenestafette | 08e       | F (B): - HF (1): 4.22,356                      |